# Sparano
Sparano da Bari (Bari, XII secolo – XIII secolo) è stato un giurista italiano.

## Biografia
Redasse in contemporanea con Andrea da Bari le Consuetudini di Bari quando si stava incominciando a perdere la memoria delle consuetudini longobarde. Il testo venne distribuito in 52 rubriche in latino.
A lui è dedicata Via Sparano da Bari , nella sua città.